# Светско првенство у атлетици на отвореном 2011 — штафета 4 × 400 метара за жене
Такмичење у трци штафета 4 х 400 м у женској конкуренцији на Светском првенству у атлетици 2011. у Тегуу одржано је 2 и 3. септембра на стадиону Тегу. Финална трка је одржана први пут дан раније, уместо последњег дана првенства, што је био обичај на ранијим првенствима.
У такмичењу је учествовало 20 репрезентативних штафета. Фаворизована је била штафета САД која је победила на два последња светска првенства 2007. у Осаки и 2009. у Берлину и освојила златну медаљу на Олимпијским играма 2008. у Пекингу. Само су једном штафете Русије и Јамајке биле испред штафете САД од 2000. године. Присутна је и штафета Бразила која је месец дана пред првенство постигла рекорд Јужне Америке трећим резултатом сезоне 2011. Остали могући освајачи медаља биле су и штафете Уједињеног Краљевства, Украјине и Немачке

## Освајачи медаља
| | | |
| Сједињене Државе · Сања Ричардс-Рос · Алисон Филикс · Џесика Бирд · Френсина Макорори · Наташа Хејстингс* · Keshia Baker* | Јамајка · Роузмери Вајт · Давита Прендергаст · Новлин Вилијамс-Милс · Шерика Вилијамс · Шерифа Лојд* · Патриша Хол* | Русија · Антоњина Кривошапка · Наталија Антјух · Људмила Литвинова · Анастасија Карпачинска · Ксенија Вдовина* · Ксенија Задорина* |

## Рекорди пре почетка Светског првенства 2011.
26. август 2011
| Светски рекорд              | Совјетски Савез · (Татјана Ледовскаја, Олга Назарова, Марија Кулчунова, Олга Бризгина)            | 3:15,17 | Сеул, Јужна Кореја | 1. октобар 1988    |
| Рекорди светских првенстава | Сједињене Државе · (Гвен Торенс, Мејсел Малон-Волас, Наташа Кајзер, Џерл Мајлс-Кларк)             | 3:16,71 | Штутгарт, Немачка  | 22. август 1993    |
| Најбољи резултат сезоне     | Сједињене Државе · (Debbie Dunn, Алисон Филикс, Наташа Хејстингс, Сања Ричардс-Рос)               | 3:22,92 | Филаделфија, САД   | 30. април 2011     |
| Афрички рекорд              | Нигерија · (Олабиси Афолаби, Фатима Јусуф, Черити Опара, Falilat Ogunkoya)                        | 3:21,04 | Атланта, САД       | 3. август 1996     |
| Азијски рекорд              | Кина Hebei Province · (Xiaohong An, Xiaoyun Bai, Chunying Cao, Yuqin Ma)                          | 3:24,28 | Пекинг, Кина       | 13. септембар 1993 |
| Северноамерички рекорд      | Сједињене Државе · (Денин Хауард-Хил, Дајана Диксон, Валери Бриско-Хукс, Флоренс Грифит Џојнер)   | 3:15,51 | Сеул, Јужна Кореја | 1. октобар 1988    |
| Јужноамерички рекорд        | Бразил BM&F Bovespa · (Жеиса Апаресида Котињо, Bárbara de Oliveira, Joelma Sousa, Jailma de Lima) | 3:26,68 | Сао Пауло, Бразил  | 7. август 2011     |
| Европски рекорд             | Совјетски Савез · (Татјана Ледовскаја, Олга Назарова, Марија Кулчунова, Олга Бризгина)            | 3:15,17 | Сеул, Јужна Кореја | 1. октобар 1988    |
| Океанијски рекорд           | Аустралија · (Nova Peris, Tamsyn Manou, Melinda Gainsford-Taylor, Кети Фриман)                    | 3:23,81 | Сиднеј, Аустралија | 30. септембар 2000 |

## Квалификационе норме
| А норма | Б норма |
| ------- | ------- |
| 3:32,00 |         |

## Сатница
| Датум             | Време | Коло       |
| ----------------- | ----- | ---------- |
| 2. септембар 2011 | 12:10 | Полуфинале |
| 3. септембар 2011 | 20:40 | Финале     |

## Краћи преглед такмичења
Због учешћа 20 штафета, уместо уобичајених 16. одржане су три полуфиналне трке уместо две. Пласирале су се по две првопласиране штафете из сваког полуфинала и још две по постигнутом резултату. У првој је лако победила штафета САД, са Украјином која се престигавши Белорусију пласирала директно, а Белорусија по резултату. Русија је била убедљива у другој испред Нигерије и Чешке која се пласирала по резултату. Штафете Јамајке и Уједињеног Краљевства биле су убедљиве у трећој полуфиналној групи.
У финалу, штафета САД на челу са претходном светском првакињом Сањаом Ричардс-Рос, и сребрном са овог првенства Алисон Феликс повеле су трке. Феликс је у другој измени водила борбу са Рускињим Наталијом Антјух и представницом Јамајке Давитом Прендергаст и направила већу предност. Прендергаст је стига Рускињу Антјух, пред предају палице трећој измени Новлин Вилијамс-Милс, која одржава преднист, што је и био поредак на крају трке. Штафета САД је постигла најбољи резултат сезоне, а Јамајка нови национални рекорд.

## Резултати

### Полуфинале
За 8 места у финалу кавалификовале су се по две првопласиране штафете из све три полуфуналне групе (КВ) и две штафете по постигнутом резултату (кв).
| Поз. | Група | Земља                | Атлетичарке                                                                   | Време         | Белешка       |
| ---- | ----- | -------------------- | ----------------------------------------------------------------------------- | ------------- | ------------- |
| 1    | 2     | Русија               | Ксенија Вдовина, Ксенија Задорина, Људмила Литвинова, Антоњина Кривошапка     | 3:20,94       | КВ, СРС       |
| 2    | 3     | Јамајка              | Роузмери Вајт, Шерифа Лојд, Патриша Хол, Давита Прендергаст                   | 3:22,01       | КВ, ЛРС       |
| 3    | 3     | Уједињено Краљевство | Кристин Охуруогу, Nicola Sanders, Ли Маконел, Пери Шејкс Дрејтон              | 3:23,05       | КВ, ЛРС       |
| 4    | 1     | САД                  | Наташа Хејстингс, Џесика Бирд, Френсина Макорори, Keshia Baker                | 3:23,57       | КВ            |
| 5    | 1     | Белорусија           | Hanna Tashpulatava, Yulyana Yushchanka, Илона Усович, Свјатлана Усович        | 3:24,28       | кв, ЛРС       |
| 6    | 2     | Нигерија             | Омолара Омотосо, Muizat Ajoke Odumosu, Margaret Etim, Bukola Abogunloko       | 3:25,59       | КВ, ЛРС       |
| 7    | 2     | Чешка                | Дениса Росолова, Зузана Бергерова, Јитка Бартоничкова, Зузана Хејнова         | 3:26,01       | кв, ЛРС       |
| 8    | 3     | Италија              | Кјара Бацони, Maria Enrica Spacca, Либанија Гренот, Марта Милани              | 3:26,48       | ЛРС           |
| 9    | 2     | Куба                 | Aymée Martínez, Diosmely Peña, Susana Clement, Daisurami Bonne                | 3:26,74       | РС            |
| 10   | 1     | Немачка              | Јанин Линденберг, Естер Кремер, Лена Шмит, Клаудија Хофман                    | 3:27,31       | ЛРС           |
| 11   | 3     | Ирска                | Marian Andrews-Heffernan, Joanne Cuddihy, Клер Бергин, Мишел Кери             | 3:27,48       | НР            |
| 12   | 2     | Канада               | Adrienne Power, Esther Akinsulie, Џена Мартин, Lemlem Bereket                 | 3:27,92       | ЛРС           |
| 13   | 1     | Француска            | Фара Анаршарси, Мирјел Ертис-Уери, Мари Гајо, Флорија Геј                     | 3:28,02       | ЛРС           |
| 14   | 1     | Аустралија           | Кетлин Сарџент, Caitlin Willis-Pincott, Лорен Боден, Anneliese Rubie          | 3:32,27       | ЛРС           |
| 15   | 3     | Кина                 | Chen Yanmei, Tang Xiaoyin, Zheng Zhihui, Chen Jingwen                         | 3:32,39       | ЛРС           |
| 16   | 2     | Бразил               | Geisa Coutinho, Bárbara de Oliveira, Joelma Sousa, Jailma de Lima             | 3:32,43       |               |
| 17   | 3     | Јужна Кореја         | Woo Yu-jin, Lee Ha-nee, Park Seongmyun, Oh Se-ra                              | 3:43,22       | ЛРС           |
| —    | 1     | Казахстан            | Александра Кузина, Викторија Јаловцева, Марина Масленко, Татјана Хаџумурадова | Није завршила | Није завршила |
| 5    | 1     | Украјина             | Наталија Пигида, Olha Zavhorodnya, Ана Јарошчук, Антонина Јефремова           | 3:24,13       | КВ, ЛРС       |
| 15   | 3     | Турска               | Nagihan Karadere, Birsen Engin, Meliz Redif, Pınar Saka                       | 3:32,15       |               |

### Финале
| Поз. | Стаза | Земља                | Атлетичарке                                                                     | Време   | Белешка   |
| ---- | ----- | -------------------- | ------------------------------------------------------------------------------- | ------- | --------- |
|      | 6     | САД                  | Сања Ричардс-Рос, Алисон Филикс, Џесика Бирд, Френсина Макорори                 | 3:18,09 | СРС       |
|      | 4     | Јамајка              | Роузмери Вајт, Давита Прендергаст, Новлин Вилијамс-Милс, Шерика Вилијамс        | 3:18,71 | НР        |
|      | 3     | Уједињено Краљевство | Пери Шејкс Дрејтон, Nicola Sanders, Кристин Охуруогу, Ли Маконел                | 3:23,63 |           |
| 4    | 1     | Белорусија           | Hanna Tashpulatava, Yulyana Yushchanka, Илона Усович, Свјатлана Усович          | 3:25,64 |           |
| 5    | 2     | Чешка                | Дениса Росолова, Зузана Бергерова, Јитка Бартоничкова, Зузана Хејнова           | 3:26,57 |           |
| 6    | 8     | Нигерија             | Омолара Омотосо, Muizat Ajoke Odumosu, Margaret Etim, Bukola Abogunloko         | 3:29,82 |           |
| 5    | 7     | Украјина             | Наталија Пигида, Анастасија Рапчењук, Ана Јарошчук, Антонина Јефремова          | 3:23,86 | РС Диск.  |
| 2    | 5     | Русија               | Антоњина Кривошапка, Наталија Антјух, Људмила Литвинова, Анастасија Карпачинска | 3:19,36 | ЛРС Диск. |

Легенда: СР = Светски рекорд, РСП = Рекорд светских првенстава, ЕР = Европски рекорд, ЈАР = Јужмоамерички рекорд, СРС = Светски рекорд сезоне (најбоље време сезоне на свету), РС = Рекорд сезоне (најбоље време сезоне), НР = Национални рекорд, ЛР = Лични рекорд, * = учеснице штафета које су освојиле медаље, а нису трчале у финалу.